# Comuna Leksand
Leksand (Leksands kommun) este o comună din comitatul Dalarnas län, Suedia, cu o populație de 15.157 locuitori (2013).

## Geografie

### Zone urbane
Lista celor mai mari zone urbane din comună (anul 2015) conform Biroului Central de Statistică al Suediei:
| Nr | Zona urbană           | Pop.  |
| -- | --------------------- | ----- |
| 1  | Leksand               | 6.107 |
| 2  | Insjön                | 2.141 |
| 3  | Siljansnäs            | 1.274 |
| 4  | Tällberg              | 875   |
| 5  | Häradsbygden          | 696   |
| 6  | Västanvik             | 472   |
| 7  | Djura                 | 387   |
| 8  | Alvik                 | 304   |
| 9  | Hjortnäs și Sunnanäng | 259   |

## Demografie
| \| Evoluția demografică în comuna Leksand, 1970–2015 \| Evoluția demografică în comuna Leksand, 1970–2015 \| Evoluția demografică în comuna Leksand, 1970–2015 \| Evoluția demografică în comuna Leksand, 1970–2015 \| Evoluția demografică în comuna Leksand, 1970–2015 \| \| ----------------------------------------------------------------------------------------------------- \| ------------------------------------------------- \| ------------------------------------------------- \| ------------------------------------------------- \| ------------------------------------------------- \| \| An \| \| \| Locuitori \| \| \| 1970 \| 1970 \| \| 12 347 \| 12 347 \| \| 1975 \| 1975 \| \| 12 761 \| 12 761 \| \| 1980 \| 1980 \| \| 13 572 \| 13 572 \| \| 1985 \| 1985 \| \| 13 930 \| 13 930 \| \| 1990 \| 1990 \| \| 14 805 \| 14 805 \| \| 1995 \| 1995 \| \| 15 440 \| 15 440 \| \| 2000 \| 2000 \| \| 15 240 \| 15 240 \| \| 2005 \| 2005 \| \| 15 440 \| 15 440 \| \| 2010 \| 2010 \| \| 15 289 \| 15 289 \| \| 2015 \| 2015 \| \| 15 326 \| 15 326 \| \| Sursa: SCB - Statistika Centralbyrån, Folkmängd efter region, civilstånd, ålder och kön. År 1968–2016 \| \| \| \| \| |      |  |           |        |
| Evoluția demografică în comuna Leksand, 1970–2015 |      |  |           |        |
| An |      |  | Locuitori |        |
| 1970 | 1970 |  | 12 347    | 12 347 |
| 1975 | 1975 |  | 12 761    | 12 761 |
| 1980 | 1980 |  | 13 572    | 13 572 |
| 1985 | 1985 |  | 13 930    | 13 930 |
| 1990 | 1990 |  | 14 805    | 14 805 |
| 1995 | 1995 |  | 15 440    | 15 440 |
| 2000 | 2000 |  | 15 240    | 15 240 |
| 2005 | 2005 |  | 15 440    | 15 440 |
| 2010 | 2010 |  | 15 289    | 15 289 |
| 2015 | 2015 |  | 15 326    | 15 326 |
| Sursa: SCB - Statistika Centralbyrån, Folkmängd efter region, civilstånd, ålder och kön. År 1968–2016 |      |  |           |        |